# Salvador Clop i Urpí
Salvador Clop (Barcelona, 1917 – 29 d'octubre 2005) militant socialista. L'activitat sindical el dugué a afiliar-se a la Joventut Comunista Ibèrica i al Partit Obrer d'Unificació Marxista (POUM). En esclatar la guerra civil espanyola (juliol del 1936), va formar part de la Columna Lenin, que lluità en el Front d'Aragó. Malgrat patir la persecució política de l'estalinisme, amb un simulacre d'afusellament a Lleida (1937), restà en l'exèrcit fins a la caiguda de Catalunya (febrer del 1939). La conquesta nazi de França el va fer passar pels camps de treball d'Alemanya, i després a les presons franquistes. Mantingué la militància en el POUM, fins que, amb bona part del partit, s'integrà en el Moviment Socialista de Catalunya (MSC), que després donaria lloc al Partit dels Socialistes de Catalunya (PSC).
Fins a la mort fou secretari de la Unió General de Jubilats i Pensionistes de Catalunya (afiliada a la UGT), i president de l'Associació Socialista d'Ex-combatents i Víctimes de la Guerra Civil. El 1999 va rebre la Medalla d'Honor de Barcelona.